# Rasmus Wranå
Rasmus Wranå (* 15. November 1994 in Stockholm) ist ein schwedischer Curler. Derzeit spielt er als Second im Team von Niklas Edin.
Wranå begann seine internationale Karriere bei den Curling-Juniorenweltmeisterschaften 2012 in Östersund. Als Skip des schwedischen Teams konnte er in das Finale einziehen, musste sich dort aber dem kanadischen Team um Brendan Bottcher geschlagen geben. Im gleichen Jahr spielte er bei den Olympischen Jugend-Winterspielen 2012 im Mixed-Wettbewerb als Skip des schwedischen Team und kam nach einer Niederlage im Spiel um Platz 3 auf den vierten Platz.
2015 gewann er bei der Mixed-Weltmeisterschaft die Silbermedaille nach einer Finalniederlage gegen das norwegische Team um Steffen Walstad.
Seit 2016 spielt Wranå als Second im Team von Niklas Edin. Mit dieser Mannschaft konnte er bei den Europameisterschaften 2016 und 2017 die Goldmedaille gewinnen. Bei seiner ersten Weltmeisterschaft 2017 gewann er nach einer Finalniederlage gegen die Kanadier um Brad Gushue die Silbermedaille. Bei der Weltmeisterschaft 2018 kam es zu einer Neuauflage dieser Finalpaarung. Diesmal behielten Wranå und das schwedische Team mit einem 7:3-Sieg die Oberhand und gewannen die Goldmedaille.
Wranå vertrat mit seinem Team (Skip: Niklas Edin, Third: Oskar Eriksson, Lead: Christoffer Sundgren) Schweden bei den Olympischen Winterspielen 2018. Nach sieben Siegen und zwei Niederlagen schlossen sie die Round Robin als Erster ab. Im Halbfinale besiegten sie die Schweiz mit Skip Peter de Cruz. Im Finale unterlagen sie der US-amerikanischen Mannschaft um John Shuster mit 7:10 und gewannen die Silbermedaille.
Bei den Olympischen Winterspielen 2022 in Peking trat Wranå mit dem gleichen Team wie 2018 in Pyeongchang an. Erneut beendeten sie die Round Robin mit 7 Siegen und 2 Niederlagen, allerdings nur als Zweite hinter Großbritannien um Skip Bruce Mouat. Das Halbfinale gewannen sie mit 5:3 gegen den späteren Bronzegewinner Kanada. Im Finale trafen sie auf Großbritannien und wurden mit 5:4 nach 11 Ends Olympiasieger.